# Закшув (Олавський повіт)
Закшув (пол. Zakrzów) — село в Польщі, у гміні Олава Олавського повіту Нижньосілезького воєводства.
Населення — 263 особи (2011).
У 1975-1998 роках село належало до Вроцлавського воєводства.

## Демографія
Демографічна структура станом на 31 березня 2011 року:
|          | Загалом | Допрацездатний вік | Працездатний вік | Постпрацездатний вік |
| -------- | ------- | ------------------ | ---------------- | -------------------- |
| Чоловіки | 141     | 29                 | 103              | 9                    |
| Жінки    | 122     | 27                 | 70               | 25                   |
| Разом    | 263     | 56                 | 173              | 34                   |